# ماجراهای اسکار
واحه اسکار (به انگلیسی: Oscar's Oasis) که در ایران با نام‌های ماجراهای اسکار یا اسکار
نیز معروف است یک مجموعه تلویزیونی کمدی پویانمایی رایانه‌ای و بدون کلام است که از ۷۸ قسمت ۷ دقیقه‌ای تشکیل شده‌است. این مجموعه توسط کمپانیهای TeamTo و Tuba Entertainment ساخته شده است.
ابتدا این سریال Ooohhh Asis نام داشت و از ۷ قسمت یک دقیقه و نیم تشکیل شده بود که از ۲۶ مارس ۲۰۰۸ تا ۳۰ مه ۲۰۰۹ از شبکه تی‌اف۱ فرانسه پخش شد، سپس با نام جدید Oscar's Oasis در قالب ۷ دقیقه‌ای در MIPTV Media Market در سال ۲۰۱۰ عرضه شد.

## داستان
شخصیت اصلی این مجموعه، مارمولکی به نام اسکار است که در یک بیابان زندگی می‌کند و همیشه با یک گروه سه نفره شامل یک روباه صحرا، یک کرکس و یک کفتار و البته مرغ‌ها مشکل دارد، اسکار که به دنبال آب و غذا می‌گردد در اکثر مواقع در معرض خطر شکار شدن است.